# Sinocrassula diversifolia
Sinocrassula diversifolia är en fetbladsväxtart som beskrevs av H. Chuang. Sinocrassula diversifolia ingår i släktet Sinocrassula och familjen fetbladsväxter. Inga underarter finns listade i Catalogue of Life.